# ハローダーウィン! 〜好奇心オンデマンド〜
「ハローダーウィン! 〜好奇心オンデマンド〜」は、JAM Projectの34枚目のシングル。2008年10月22日にLantisから発売された。

## 概要
- 「ハローダーウィン! 〜好奇心オンデマンド〜」は、テレビアニメ『ケロロ軍曹』のオープニングテーマとして使用された[2]。
- カップリングの「晴レルヤ!!」は、テレビアニメ『ケロロ軍曹』のエンディングテーマとして使用された[3]。

## 収録曲
（全作詞・作曲：影山ヒロノブ）
1. ハローダーウィン! 〜好奇心オンデマンド〜 [4:11]
編曲：渡部チェル
2. 晴レルヤ!! [3:58]
編曲：鈴木Daichi秀行
3. ハローダーウィン! 〜好奇心オンデマンド〜（off vocal） [4:10]
4. 晴レルヤ!!（off vocal） [3:54]

## 参加ミュージシャン
| - ハローダーウィン! 〜好奇心オンデマンド〜 - エレクトリックギター：川瀬智 - アコースティックギター：川瀬智 - シンセサイザープログラミング：渡部チェル | - 晴レルヤ!! - ギター：鈴木Daichi秀行 - ベース：鈴木Daichi秀行 - シンセサイザープログラミング：鈴木Daichi秀行 |

## 収録アルバム
| 曲名                                     | 収録アルバム                                              | 発売日         | 規格品番  |
| ---------------------------------------- | --------------------------------------------------------- | -------------- | --------- |
| ハローダーウィン! 〜好奇心オンデマンド〜 | 『SEVENTH EXPLOSION 〜JAM Project BEST COLLECTION VII〜』 | 2009年11月25日 | LACA-5980 |
| 晴レルヤ!!                               | 『SEVENTH EXPLOSION 〜JAM Project BEST COLLECTION VII〜』 | 2009年11月25日 | LACA-5980 |